# 叶佩英
叶佩英（1935年7月10日—2022年4月7日），祖籍广东惠阳，出生于马来西亚吉隆坡，中国女高音歌唱家，中国致公党党员、中央常委。第六、七届全国人大代表，第八、九、十届全国政协委员、中央音乐学院声歌系教授。
1951年，她從馬來西亞回中國。1979年上映的中國電影《海外赤子》的插曲《我愛你，中國》由她主唱，廣為流行。
2022年，叶佩英的丈夫病危住院，女兒居住在美國，叶佩英一人独居在家，結果摔倒在厕所昏厥，送到医院后因颅内已经大量出血，最終於當年4月7日在北京去世。